# 20879 Chengyuhsuan
20879 Chengyuhsuan è un asteroide della fascia principale. Scoperto nel 2000, presenta un'orbita caratterizzata da un semiasse maggiore pari a 2,3036955 UA e da un'eccentricità di 0,0854529, inclinata di 4,72301° rispetto all'eclittica.